# How High the Moon
A How High the Moon egy örökzöld dal.
A dal szövegét Nancy Hamilton írta, a zenéjét Morgan Lewis szerezte. Először az 1940-es Broadwayen, a Two for the Show című műsorban hangzott el. Első lemezre rögzítése a Benny Goodman & His Orchestra érdeme, míg leghíresebb felvétele Ella Fitzgeraldtól származik, aki számtalanszor és mindig tökéletesen adta elő; először a Carnegie Hallban 1947. szeptember 29-én.

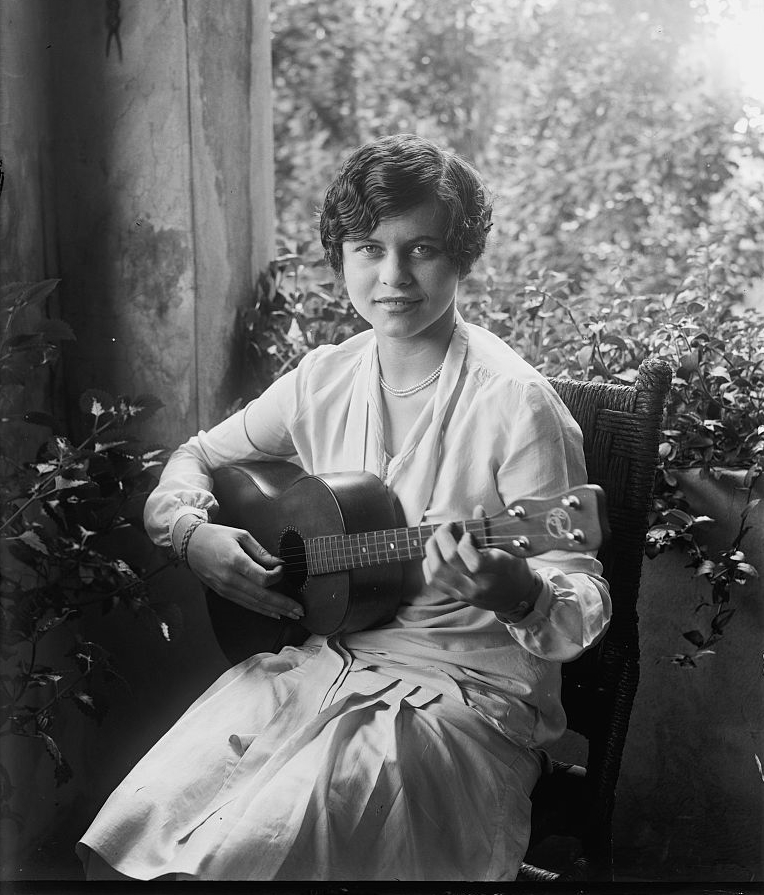
Nancy Hamilton

## Híres felvételek
- Ella Fitzgerald
- Les Paul és Mary Ford
- Lionel Hampton
- June Christy
- Imelda May
- Louis Armstrong
- Chet Baker
- Dave Brubeck
- Nat King Cole
- Bing Crosby
- Dizzy Gillespie
- Benny Goodman
- Stéphane Grappelli
- Emmylou Harris
- Sarah Vaughan
- Mary Lou Williams
- Anita O'Day

...
- Esze Jenő előadásában; Klauzál Ház, 2011.

## Filmek
- Eat a Bowl of Tea (1989)
- Casino (1995)
- Im Bann des Jade Skorpions (2001)
- Mona Lisas Lächeln (2003)